# Tancolol, San Luis Potosí
Tancolol är en ort i Mexiko.   Den ligger i kommunen Tanlajás och delstaten San Luis Potosí, i den centrala delen av landet, 250 km norr om huvudstaden Mexico City. Tancolol ligger 70 meter över havet och antalet invånare är 347.
Terrängen runt Tancolol är platt åt nordväst, men åt sydost är den kuperad. Runt Tancolol är det ganska tätbefolkat, med 111 invånare per kvadratkilometer. Närmaste större samhälle är Ejido San José Xilatzén, 2,1 km söder om Tancolol. I omgivningarna runt Tancolol växer huvudsakligen savannskog.